# كازينو هوليوود ساحل الخليج
كازينو هوليوود ساحل الخليج (بالإنجليزية: Hollywood Casino Gulf Coast)‏ سابقًا كازينو هوليوود ساحل الخليج (بالإنجليزية: Casino Magic Bay St. Louis)‏، هو مجمع فندق كازينو في باي سانت لويس، مسيسيبي، مملوك لشركة خصائص الألعاب والترفيه وتديره شركة بن إنترتينمنت.